# Garry Thompson
Garry Kevin Langrish Thompson (Kendal, 24 novembre 1980) è un allenatore di calcio ed ex calciatore inglese, di ruolo attaccante.

## Carriera

### Giocatore
Nel 1999 esordisce in prima squadra con il Morecambe, club di Conference Premier (quinta divisione e più alto livello calcistico inglese al di fuori della Football League); rimane nel club per complessive 8 stagioni consecutive, 7 delle quali in questa categoria: al termine della stagione 2006-2007 è infatti tra i protagonisti della prima promozione nella Football League della storia del club, con cui quindi nella stagione 2007-2008 gioca nella quarta divisione inglese. Nell'arco di questo lungo periodo di permanenza con gli Shrimps totalizza complessivamente 325 presenze e 61 reti in partite ufficiali (di cui 296 presenze e 56 reti fra campionato e play-off). Al termine della stagione 2007-2008 lascia il Morecambe e firma un contratto di 3 anni con lo Scunthorpe Utd, club di Football League One. Qui nella sua prima stagione mette a segno 3 reti in 29 presenze, contribuendo alla conquista della promozione in seconda divisione, categoria in cui nella stagione 2009-2010 gioca regolarmente da titolare, mettendo a segno 9 reti in 36 presenze. Nella stagione 2010-2011, al termine della quale gli Irons retrocedono in terza divisione, Thompson gioca invece con minor frequenza, realizzando un gol in 12 presenze; torna tuttavia a giocare titolare già dalla stagione successiva, nella quale realizza 7 reti in 39 presenze in terza divisione.
Al termine della stagione 2011-2012 lascia a titolo definitivo lo Scunthorpe e si accasa al Bradford City, con cui ottiene una promozione dalla Football League Two alla League One, contribuendovi con 45 presenze (di cui 3 nei play-off) e 7 reti (di cui una nella semifinale play-off, a cui aggiunge anche 2 assist nella finale vinta per 3-0 contro il Northampton Town); la stagione 2012-2013 oltre che per la promozione è però degna di nota soprattutto per il raggiungimento della finale (poi persa per 5-0 contro lo Swansea City) della Coppa di Lega inglese, in cui Thompson gioca 6 partite (inclusa la finale) e segna una rete (nei quarti di finale contro l'Arsenal): si tratta solamente della seconda finale di un trofeo maggiore raggiunta dai Bantams nella loro storia (la precedente era stata quella della vittoriosa FA Cup 1910-1911, oltre un secolo prima). Nella stagione 2013-2014 continua a giocare da titolare fisso nel club, totalizzando 44 presenze e 2 reti nel campionato di Football League One. A fine stagione lascia il club e passa al Notts County, con cui segna 12 gol in 41 partite sempre in League One; segue poi un biennio al Wycombe, con cui mette a segno complessivamente 11 reti in 86 partite in League Two nell'arco di 2 stagioni.
Nell'estate del 2017 fa ritorno dopo quasi un decennio al Morecambe, con cui disputa un'ulteriore stagione da titolare nella quarta divisione inglese, arrivando (grazie anche alle 5 presenze nella prima parte della stagione 2018-2019) ad un bilancio totale di 367 presenze e 74 reti in partite ufficiali con la maglia degli Shrimps; trascorre poi la seconda parte della stagione 2018-2019 al Workington, club di Northern Premier League (settima divisione). Nella stagione 2019-2020, dopo una parentesi da giocatore/allenatore al Bradford PA in sesta divisione, va a giocare al Penrith, club della Division One della Northern Football League (decima divisione): anche quest'ultima esperienza è però di breve durata, dal momento che dopo pochi mesi dal suo arrivo, il 9 dicembre 2019 si ritira.

### Allenatore
All'inizio della stagione 2019-2020 viene assunto con il doppio ruolo di giocatore ed allenatore dal Bradford Park Avenue, club di National League North (sesta divisione): dopo 2 sole giornate di campionato, concluse con altrettante sconfitte per 5-0 (rispettivamente contro Curzon Ashton e Guiseley), il 22 agosto 2019 viene però esonerato dall'incarico.

## Palmarès

### Giocatore

#### Competizioni regionali
- Lancashire FA Challenge Trophy: 1

Morecambe: 2003-2004